# Cerisy-la-Salle
Cerisy-la-Salle este o comună în departamentul Manche, Franța. În 1 ianuarie 2022 avea o populație de 1.026 de locuitori.